# Lochner contro New York
Il caso Lochner contro New York, 198 U.S. 45 (1905) fu una causa giudiziaria negli Stati Uniti, su cui nel 1905 la Corte Suprema emise una storica sentenza. La controversia riguardava l'orario di lavoro; la Corte suprema sentenziò che una legge che ponesse un limite massimo alle ore lavorative era in violazione del Quattordicesimo emendamento della Costituzione. Nel tempo, successive decisioni della Corte suprema ribaltarono questa sentenza.

## Il caso
Nello specifico, il caso verteva sull'orario di lavoro dei panettieri: nello Stato di New York era previsto per legge che tutte le forme di lavoro dipendente, per tutte le categorie di lavoratori, dovessero essere di non più di 10 ore giornaliere e di 60 ore settimanali. La Corte suprema, con cinque favorevoli e quattro contrari, stabilì l'incostituzionalità di tale legge, dichiarando che questa disposizione fosse contraria alla due process clause del XIV emendamento, norma che protegge la libertà e la proprietà degli individui da interferenze ingiustificate; gli altri quattro giudici dissentirono. Emblematica fu l'opinione di minoranza (dissenting opinion) del giudice Oliver Wendell Holmes, che accusò la maggioranza di agire in base alle proprie teorie e convinzioni economiche, senza considerare ciò che la Costituzione diceva davvero.
Il caso Lochner fu uno dei più importanti nella storia della Corte Suprema, segnando l'inizio della cosiddetta "era Lochner", una fase nella quale incominciò a cambiare completamente  l'opinione pubblica riguardo all'interventismo statale nell'economia: con tale decisione, la Corte aveva infatti come priorità assoluta il principio della libertà individuale, sia in chiave economica che sociale. Moltissime decisioni sulle leggi che disciplinavano il salario minimo o stabilivano condizioni minime di lavoro furono quasi del tutto abolite, anche in periodi storici delicati quali la grande depressione degli anni 1920-1930, nei quali la gran parte degli economisti trovava più che mai giustificabile una maggiore regolazione dei mercati da parte dello Stato.
É generalmente considerata da eminenti costituzionalisti una delle decisioni peggiori mai emesse dalla Corte Suprema degli Stati Uniti.